# Лейди Макбет от Мценска околия (опера)
„Лейди Макбет от Мценска околия“ (на руски: Ле́ди Ма́кбет Мце́нского уе́зда) е опера на руския композитор Дмитрий Шостакович от 1934 година.
Либретото, писано от Шостакович и Александър Прейс, е базирано на едноименната повест на Николай Лесков от 1864 година. В центъра на сюжета е историята на отегчена провинциална земевладелка, която отравя свекъра и съпруга си и се жени за своя любовник селянин.
Операта е поставена за пръв път на 22 януари 1934 година в Малкия оперен театър в Ленинград. Две години по-късно операта става повод за кампания на режима срещу Шостакович, забранена е и в продължение на десетилетия не е поставяна в Съветския съюз. През 1962 година е поставена нейна самоцензурирана версия под заглавието „Катерина Измайлова“.